# Marie Pierre Hippolyte de Monyer de Prilly
 (novembre 2016).
Marie Pierre Hippolyte de Monyer de Prilly, ou Monnyer, ou Monnier, né le 13 février 1737 à Aoste (Isère) et mort le 27 avril 1796 à Avignon (Vaucluse), est un général de brigade de la Révolution française.

## États de service
Il entre en service en 1757, comme volontaire au régiment de Schomberg dragons ; il devient cornette le 9 avril 1758, et sous-lieutenant le 14 avril 1759. Il est fait chevalier de Saint-Louis le 22 janvier 1779. Il est nommé lieutenant-colonel le 15 avril 1784, et colonel le 25 juillet 1791, commandant le 17e régiment de dragons.
Il est promu maréchal de camp le 12 juillet 1792, à l’armée du Centre, et se distingue à la bataille de Valmy le 20 septembre 1792 ; il rejoint ensuite l’armée de la Moselle, comme commandant du camp de Blieskastel. Le 20 septembre 1793, il est démis de ses fonctions en raison de ses origines aristocratiques. Il est relevé de sa suspension le 7 décembre 1794 et remis en activité avec le grade de général de division, mais il refuse en raison de problèmes de santé. Il est admis à la retraite le 5 avril 1795.
À sa mort en 1796, il laisse deux fils : le cadet, après sa conscription lors de la levée en masse, se convertit à la prêtrise.